# 胜利级导弹护卫舰
胜利级导弹护卫舰（英語：Victory-Class Missile Corvette）是新加坡共和国海军的多用途船只，由新加坡引进德国吕森造船厂的MGB 62型设计方案建造而成。胜利级共建造六艘，分别于1990年至1991年投入服役并编入新加坡海軍的188中队。

## 历史
于60至70年代，新加坡海军主要职责是充当海岸警卫队。70年代后期，海军的高级军官计划扩大海军的责任和能力。维护并保持新加坡日益增长的区域贸易变成了海军所需扮演的角色。海军也必须捍卫新加坡的海上通讯线路。作为方案的一部分，于1983年海军拟议订购一个中队的巡邏艦，并交由吕森造船厂建造。第一艘胜利号于德国建造，其余五艘由新加坡船舶和工程建造（即现在的新加坡科技工程有限公司）。这型巡邏艦装备与声纳和鱼雷，是新加坡海军首类有反潛艇能力的军舰。
1996年时，每一艘巡邏艦都配有两座八联装闪电-1舰对空导弹发射器。主桅后部的平台和舰桥顶部分别安装有第二个火控雷达和光电指示器。船体也增设了减摇鳍，以提高舰艇航海时的稳定性。
2009年，海军宣布对该级巡邏艦实施延寿改造。2011年8月23日，升级后的英武号在新加坡与美国海军一同举行的联合海上战备训练中成功进行了巴拉克导弹的实弹发射。
2012年，每艘胜利级增配一架扫描鹰无人机，英武号是首艘进行相应升级的舰艇。不过，该升级也使巡邏艦丧失了反潜艇能力。
2014年3月，马航370号班机空难发生时，气势号（连同其他两艘新加坡军舰）参与了多国搜寻失联客机的行动。

## 船艇
| 名称 （英文名称）   | 舷号 | 下水日期       | 服役日期      |
| ------------------- | ---- | -------------- | ------------- |
| 胜利号（Victory）   | 88   | 1988年8月8日   | 1990年8月18日 |
| 英勇号（Valour）    | 89   | 1988年12月10日 | 1990年8月18日 |
| 警戒号（Vigilance） | 90   | 1989年4月27日  | 1990年8月18日 |
| 英武号（Valiant）   | 91   | 1989年7月22日  | 1991年5月21日 |
| 气势号（Vigour）    | 92   | 1989年12月1日  | 1991年5月25日 |
| 复仇号（Vengeance） | 93   | 1990年12月23日 | 1991年5月21日 |

## 图片集

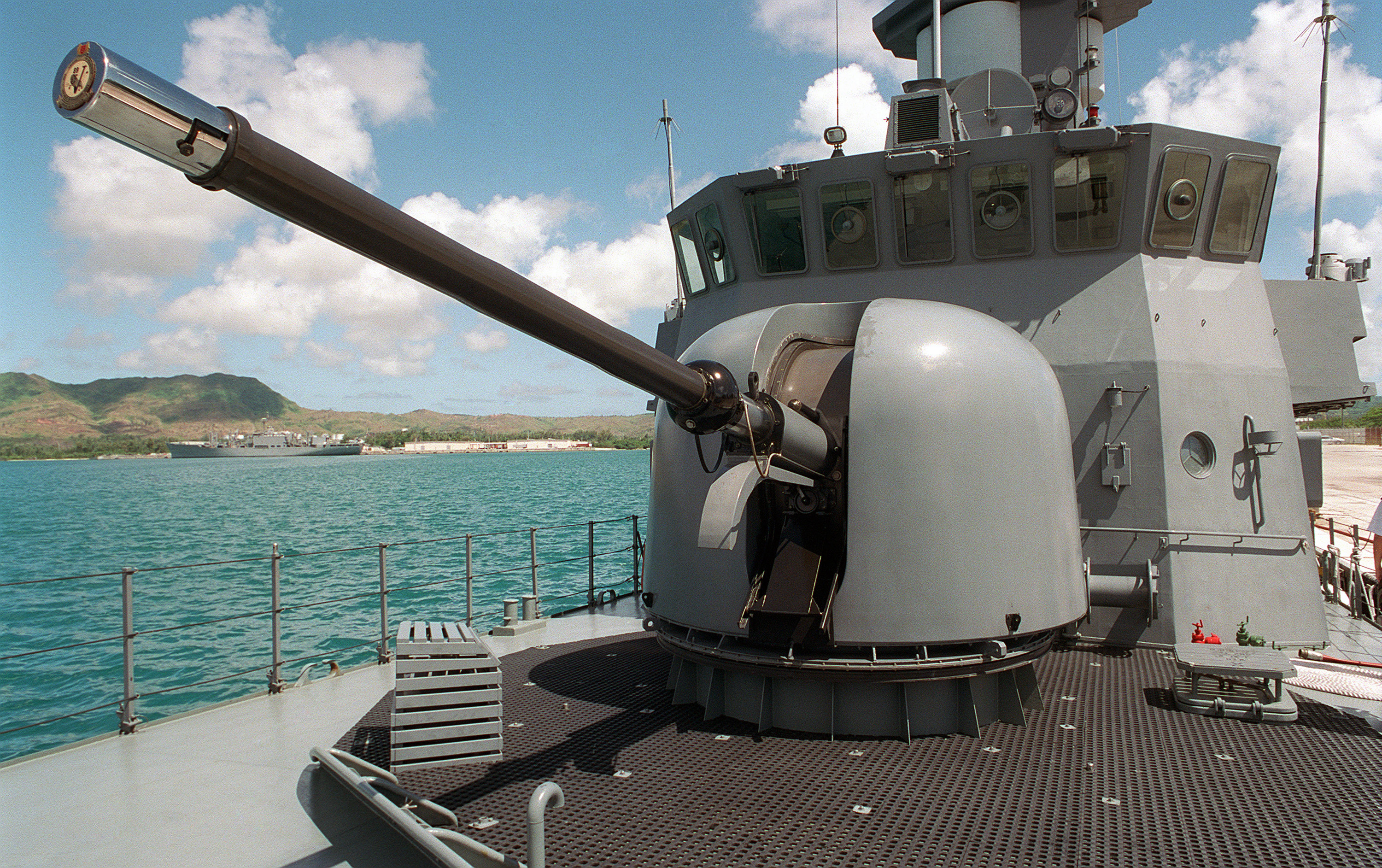
英勇号上装置的奥托梅莱拉76毫米舰炮
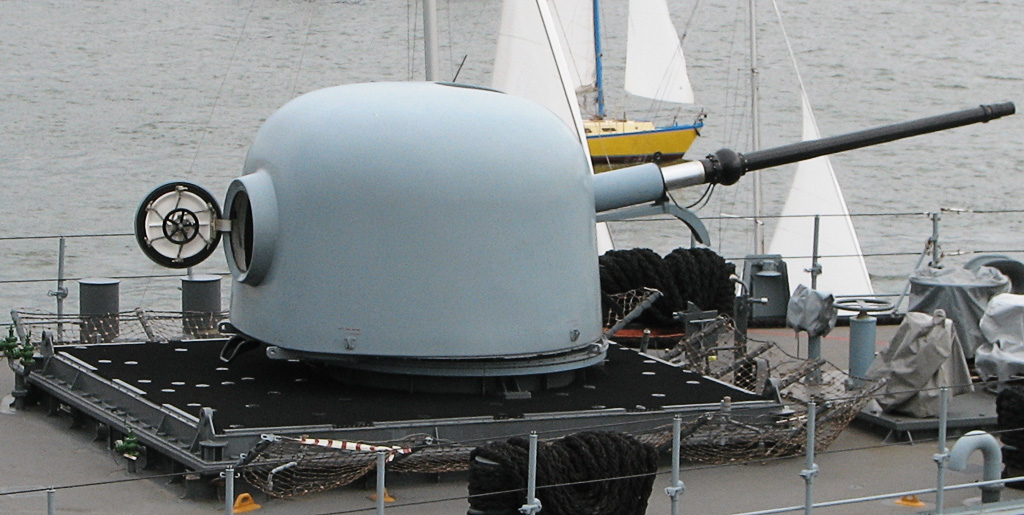
奥托梅莱拉76毫米舰炮近照
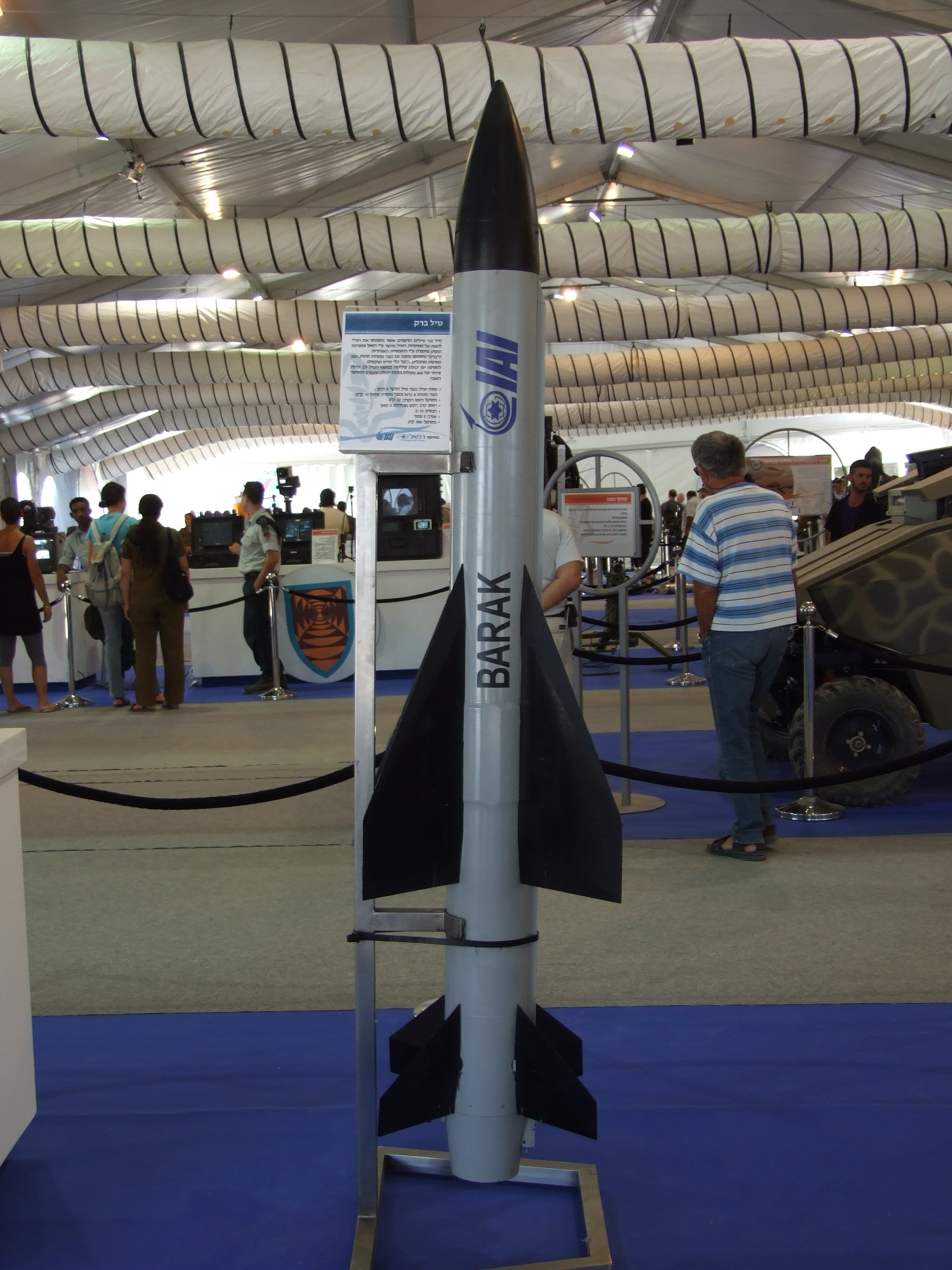
闪电-1导弹照片
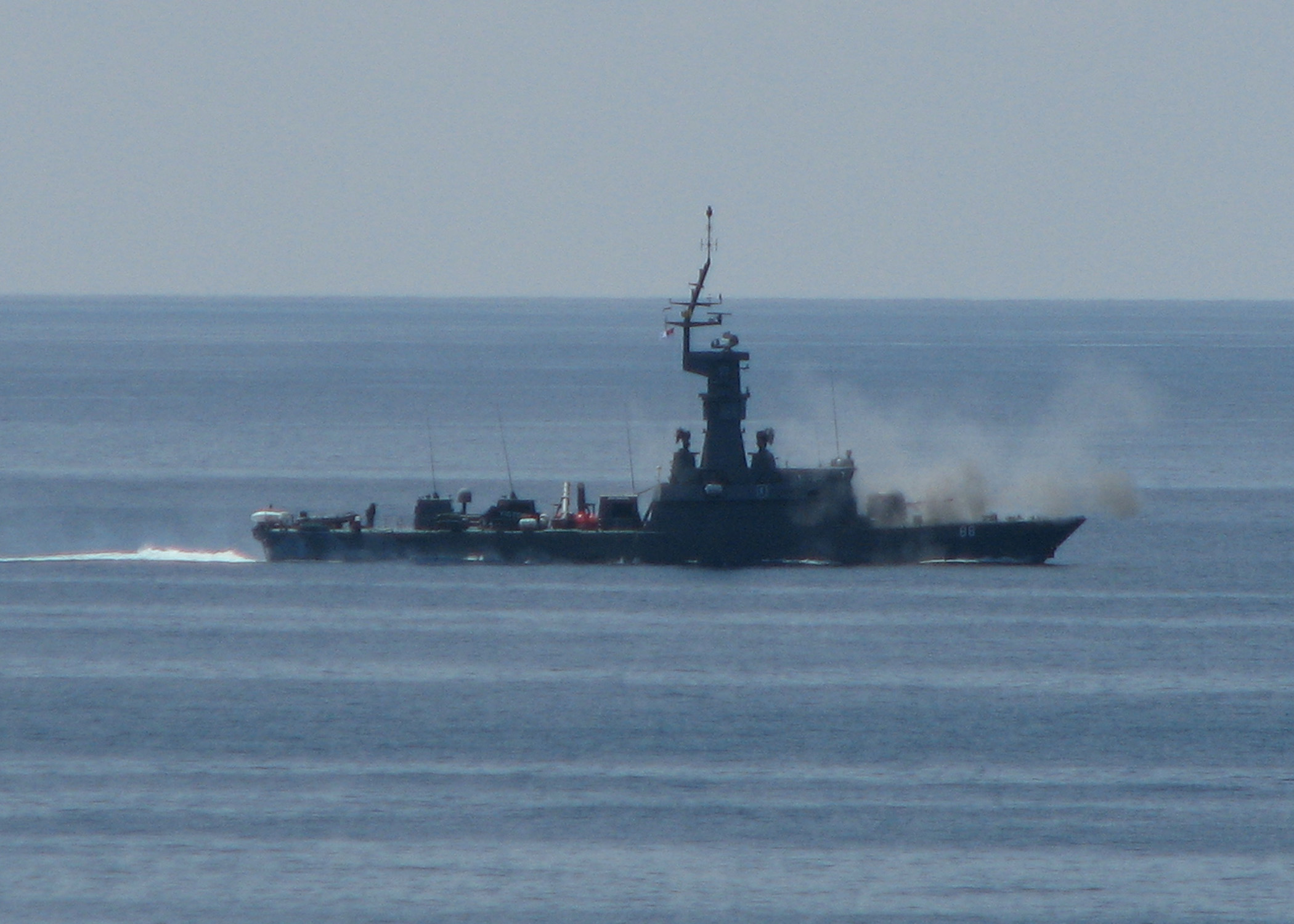
胜利号航行照